# Joan Sanxo i Tous
Joan Sanxo i Tous (Sant Llorenç des Cardassar, 1905 - Ciutat de Mallorca, 1978), periodista i polític.
Quan tenia deu o onze anys la seva família se'n va anar a viure a Ciutat i va començar a estudiar al Seminari. Després va passar a l'Institut, on va conèixer Gabriel Alomar. Va estudiar dret com alumne lliure a la Universitat de Múrcia. Va ser president de Joventut Escolar (1930-32) i en representació d'aquesta entitat va formar part del grup de mallorquins que es desplaçaren a Barcelona per intervenir en els actes de promulgació de l'Estatut de Catalunya, el setembre de 1932. secretari de l'Associació per la Cultura de Mallorca (des de 1930), secretari d'Acció Republicana de Mallorca a Palma (1932.34) i president del consell municipal d'Esquerra Republicana Balear a Palma (1932-34). Va ser director del setmanari "República". Després de la revolta antidemocràtica de 1936 va ser empresonat i condemnat (1937) a dotze anys de reclusió. Alliberat el 1941, va treballar en l'àmbit del turisme fins a la seva jubilació.